# Cobananthus calochlamys
Cobananthus es un género monotípico de plantas herbáceas perteneciente a la familia Gesneriaceae. Su única especie: Cobananthus calochlamys (Donn.Sm.) Wiehler, es originaria de América.

## Descripción
Son plantas herbáceas con hábitos terrestres o a veces, epífitas , hierbas sufrútices . Las hojas son opuestas. Las inflorescencias en cimas axilares de 1-3 flores, bracteoladas . Cáliz de color naranja o rojo, con un tubo corto pentagonal - campanulado , en forma de estrella . Corola amarilla , tubular, ligeramente gibosa , la boca no constreñida ; las extremidades de los lóbulos pequeños , redondeados.  El fruto es una cápsula bivalva, subglobosa y papirácea. El número de cromosomas : 2n = 18. 

## Distribución y hábitat
Endémica de la región de Cobán, en  Alta Verapaz, Guatemala. Es una especie con hábitos terrestres o a veces epífitas, que crece en los bosques. 

## Taxonomía
Cobananthus calochlamys fue descrita por (Donn.Sm.) Wiehler  y publicado en Selbyana 2(1): 94, t. 288. 1977.
Etimología
El nombre del género está compuesto de Cobán, capital del Departamento de Alta Verapaz en Guatemala, y el término griego άνθος ,  anthos = "flor.
Sinonimia
- Alloplectus calochlamys Donn.Sm.
- Columnea calochlamys (Donn. Sm.) C.V.Morton[1]